# Trezzobrug
De Trezzobrug of Visconti-brug van Trezzo gebouwd tussen 1370 en 1377 was tot 1796 de langste stenen boogbrug in de wereld. Ze had een spanwijdte van 72 meter.
De brug werd gebouwd in opdracht van Bernabò Visconti, heer van Milaan. De brug overspande de rivier de Adda en was de toegang tot zijn kasteel. Tijdens een bestorming van het kasteel in 1416 werd een van de landhoofden ondermijnd en de brug stortte in.
Begin de twintigste eeuw werd in Luxemburg (stad) de stenen Adolfsbrug met een spanwijdte van 153 m gebouwd.